# Melvin Belli
Pour les articles homonymes, voir Belli.
Melvin Mouron Belli est un avocat américain, né le 29 juillet 1907, à Sonora en Californie et mort le 9 juillet 1996 à San Francisco en Californie.

## Biographie
Diplômé de Boalt Hall en 1929, Melvin Belli fut l'un des avocats majeurs des États-Unis, connu comme le King of Torts (le roi du droit de la responsabilité). Il eut nombre de clients célèbres, notamment Zsa Zsa Gábor, Errol Flynn, Chuck Berry, Les Rolling Stones, Jack Ruby, Mohamed Ali, Sirhan Sirhan, Jim Bakker (en) et Tammy Faye Bakker, Martha Mitchell, Lana Turner, Tony Curtis, et Mae West.
Il écrivit de nombreux livres et travailla également en qualité d'acteur.

## Filmographie (comme acteur)
- 1968 : Star Trek (série télévisée) : épisode  La Révolte des enfants : Gorgan
- 1968 : Wild in the Streets (son propre rôle)
- 1970 : Gimme Shelter (son propre rôle)
- 1973 : Ground Zero (aussi connu sous le titre The Golden Gate is Ground Zero)
- 1978 : Lady of the House (rôle du maire de San Francisco)
- 1979 : Whodunnit ?  (son propre rôle)
- 1984 : Guilty or Innocent (série TV, son propre rôle)
- 2000 : American Justice : Divorce Wars (documentaire TV)